# Can Baldiri
Can Baldiri és una fleca situada al carrer de Pi i Margall de Palafrugell fundada l'any 1856, per iniciativa d'Antoni Ferrer, una activitat de gestió familiar que es manté en l'actualitat. El 29 de juliol de 2014 va rebre el Diploma al mèrit ciutadà que atorga l'Ajuntament de Palafrugell, que va afirmar que «els seus productes són un dels atractius comercials identitaris de la vila i es continua pastant i elaborant el pa amb fórmules pròpies i artesanals, i oferint productes d'alta qualitat». Montserrat Ferrer va ser l'encarregada de recollir el Diploma en nom de l'empresa flequera.